# Museu de la Mar (Port de Sóller)
|  | Per a altres significats, vegeu «Museu de la Mar». |

El Museu de la Mar és un museu marítim que es troba al Port de Sóller, a Mallorca, inaugurat el 24 d'agost del 2004 i que està concebut com un centre de recerca i interpretació de la història de Sóller i el seu port amb relació a la mar. Al pati interior hi ha exposats objectes marítims com àncores, llaüts o canons. Es troba just a l'entrada del museu. Des d'aquest lloc es pot accedir a un mirador amb vista cap a la mar. El museu es troba a l'Oratori de Santa Caterina d'Alexandria.
Fou inaugurat el 24 d'agost del 2004 a l'edifici de l'oratori de Santa Caterina d'Alexandria, situat a dalt d'un turó de la bocana del port. Disposa de sala d'exposicions, un espai audiovisual, documentació, eines per a la construcció de barques tradicionals, elements diversos relacionats amb la mar i maquetes que mostren la vinculació històrica que ha tingut el Port de Sóller amb el comerç marítim i l'activitat pesquera. Tancà l'hivern de 2010-2011 per les dificultats econòmiques del municipi, i definitivament en 2012, fins a la seva reobertura en 2019 gestionat pel Consell de Mallorca després de la cessió per part de l'ajuntament.